# Paul Tellier
Pour les articles homonymes, voir Tellier.
Joseph Michel Maurice Paul Tellier est un avocat, professeur et gestionnaire québécois né le 8 mai 1939 à Joliette. Il est le fils de Maurice Tellier et le petit-fils de Sir Joseph-Mathias Tellier, lequel est le frère de Louis Tellier. Paul Tellier est aussi le cousin au troisième degré de Luc-Normand Tellier.

## Biographie
À compter de juillet 1977, Paul Tellier préside le "groupe Tellier" mis sur pied par le premier ministre Pierre Elliott Trudeau, regroupant une dizaine de fonctionnaires rattachés au Conseil privé du Canada. Ce comité a pour tache de rassembler des données et des informations sur les différents aspects de la Confédération canadienne remis en cause par l'arrivée au pouvoir du Parti québécois en novembre 1976. Par la suite, M. Tellier est sous-ministre des Affaires indiennes et du Nord canadien (1979-1982), puis sous-ministre de l'Énergie, des Mines et des Ressources du Canada (1982-1985).  
Du 12 août 1985 au 30 juin 1992, sous le premier ministre Brian Mulroney, il occupe les fonctions de greffier du Conseil privé du Canada, ce qui est le plus haut poste de la fonction publique canadienne. 
Président-directeur général du Canadien National de 1992 à 2002, il en réalise avec succès la privatisation. Président-directeur général de la compagnie Bombardier Inc. de 2002 à 2004. 
Parallèlement, il a eu une carrière dans l'enseignement comme professeur de sciences politiques et de droit constitutionnel à l'Université de Montréal, à l'Université du Québec et à l'Université d'Ottawa de 1967 à 1977. 
- Un tunnel ferroviaire porte son nom entre le Canada et les États-Unis.

## Distinctions
- 1992 - Compagnon de l'Ordre du Canada
- 1998 - Membre de l'Académie des Grands Montréalais
- 2003 - Trophée Meritas-Tabaret
- Membre élu du Panthéon des hommes d'affaires canadiens (Canadian Business Hall of Fame)[3].